# ファーマス
ファーマス（FAMARS）は、イタリアの銃器メーカー。ショットガンとライフル銃の注文生産を行っている。設立は1967年、本社はガルドーネ・ヴァル・トロンピア（ロンバルディア州ブレシア県）。
特許を受けた detachable-lock designs や、その木工・彫刻技術でよく知られている。FAMARSはイタリアで最高の銃生産者と見なされ、木工・彫刻をほどこしたイタリア高級銃の1960年代に始まった世界的な流行において、主要な役割を果たした。
FAMARSという名称は、2人の創業者 Mario Abbiatico と Remo Salvinelli の名を取った Fabbrica Armi de Mario Abbiatico e Remo Salvinelli の頭字語（アクロニム）である。